# Псевдовипадкова функція
Сімейство псевдовипадкових функцій (англ. pseudorandom function family, PRF) — це множина ефективно-обчислювальних функцій, що імітують випадковий оракул наступним чином: не існує дієвого алгоритму, що може розрізнити (з вагомою перевагою) між функцією випадково обраною з PRF сімейства і випадковим оракулом (результати якого фіксуються повністю навмання). Псевдовипадкові функції життєво важливі засоби при будові криптографічних примітивів, особливо безпечних схем шифрування.
Не плутаймо псевдовипадкові функції з псевдовипадковими генераторами (англ. PRG). PRG гарантують, що один вихід виявиться випадковим, якщо на вході було випадкове значення. З іншого боку, PRF гарантує, що всі виходи здаватимуться випадковими, незалежно від того як обирали відповідні вхідні дані, доти доки функція була випадково витягнута з сімейства PRF. 
Псевдовипадкову функцію можна побудувати з псевдовипадкового генератора. Розрізняють PRF зі змінною довжиною вхідних даних (англ. variable-input-length, VIL PRF) і PRF зі сталою довжиною (англ. fixed-input-length, FIL PRF).

## Математичне підґрунтя
Нехай {\displaystyle F:K\times X\to Y} буде PRF.
{\displaystyle \left\{{\begin{matrix}Funs[X,Y]:\forall F:X\to Y\\S_{F}=\left\{F(k,\cdot ),k\in K\right\}\subseteq Funs[X,Y]\end{matrix}}\right.}

Інтуїтивно PRF безпечна, якщо випадкову функцію з {\displaystyle Funs[X,Y]} неможливо відрізнити від випадкової функції з {\displaystyle S_{F}}. Дамо точніше математичне визначення. Для b = 0,1 розглянемо досліди {\displaystyle EXP(b)}.
{\displaystyle b=0:K\to k,F(k,\cdot )\to f}
{\displaystyle b=1:Funs[X,Y]\to f}
Супротивник (англ. adversary) {\displaystyle A} виконує {\displaystyle q} запитів {\displaystyle x_{1},x_{2},...x_{q}\in X} і отримує {\displaystyle q} відповідей {\displaystyle f(x_{1}),f(x_{2}),...f(x_{q})}. По вивчені відповідей ціллю супротивника є вказати з якої саме множини вибрали функцію.
Отже, {\displaystyle F} є захищеною PRF, якщо для будь-якого ефективного супротивника {\displaystyle A} перевага:
{\displaystyle Adv_{PRF}[A,F]:={\begin{vmatrix}Pr[EXP(0)=1]-Pr[EXP(1)=1]\end{vmatrix}}} не вагома.